# 앨릭스 샤프
앨릭스 샤프(Alex Sharpe, 1972년 5월 4일 ~ )는 아일랜드의 소프라노 가수이다. 2008년부터 2010년까지 아일랜드의 크로스오버 그룹 켈틱 우먼의 멤버로 활동했다.